# Skärbo
Skärbo este o arie protejată (arie specială de conservare — SAC, sit de importanță comunitară — SCI) din Suedia întinsă pe o suprafață de 65 ha, integral pe uscat.

## Localizare
Centrul sitului Skärbo este situat la coordonatele 58°58′48″N 12°22′09″E / 58.9799°N 12.3691°E.

## Înființare
Situl Skärbo a fost declarat sit de importanță comunitară în iulie 2000 pentru a proteja 1 specie de plante. Situl a fost protejat și ca arie specială de conservare în martie 2011.

## Biodiversitate
Situată în ecoregiunea boreală, aria protejată conține 5 habitate naturale: Mlaștini calcaroase cu Cladium mariscus și specii de Caricion davallianae, Pășuni din zone de pădure fino-scandinave, Păduri fino-scandinave bogate în ierburi cu Picea abies, Mlaștini alcaline, Fânețe de joasă altitudine (Alopecurus pratensis, Sanguisorba officinalis).
La baza desemnării sitului se află o specie protejată de  plante: papucul doamnei (Cypripedium calceolus).